# Acmopolynema pecki
Acmopolynema pecki är en stekelart som beskrevs av Yoshimoto 1990. Acmopolynema pecki ingår i släktet Acmopolynema och familjen dvärgsteklar.
Artens utbredningsområde är Ecuador. Inga underarter finns listade i Catalogue of Life.